# Edwin Thompson Jaynes
Edwin Thompson Jaynes (født 5. juli 1922, død 30. april 1998) var en amerikansk fysiker.